# Смирнов, Николай Александрович (артист)
Никола́й Алекса́ндрович Смирно́в / Орнальдо (1880 или 1883, Солигаличский уезд, Костромская губерния — 1958) — русский и советский артист оригинального жанра, специализировавшийся на ментальной магии и сеансах гипноза, в том числе массового.

## Биография
Родился в бедной крестьянской русской семье.
Сеансы гипноза Орнальдо, как считают литературоведы, побудили Михаила Булгакова к мысли ввести в роман «Мастер и Маргарита» эффектную сцену представления Воланда в московском театре Варьете.
В середине 1930-х годов Орнальдо был арестован, и дальнейшая его судьба окружена легендами и догадками.
После войны дочь Орнальдо вышла замуж за министра госбезопасности В. С. Абакумова.

## Цитаты

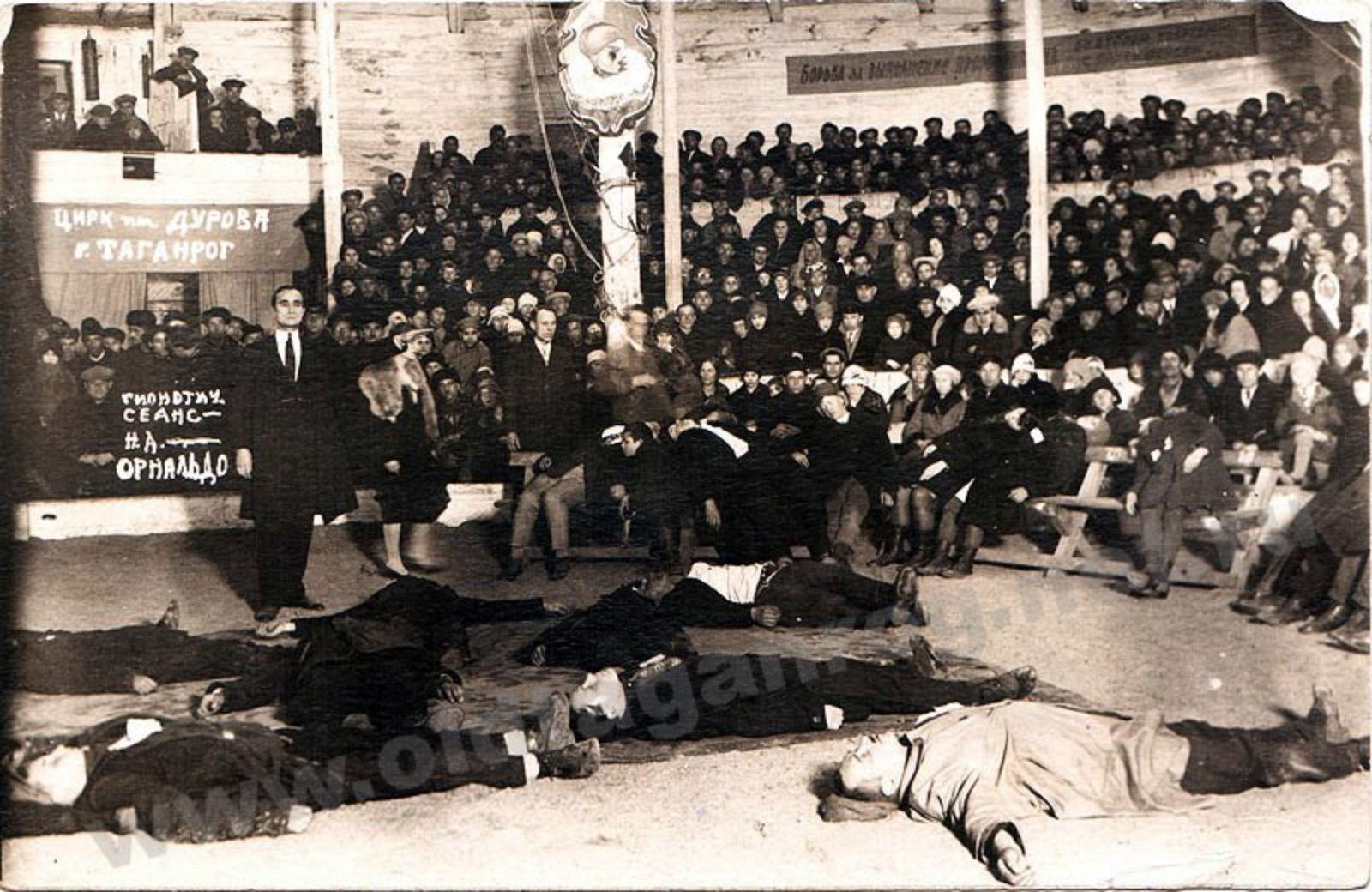
Сеанс гипноза Орнальдо. Таганрог, 1920-е

- «Фармакология была не единственным оружием следственного арсенала этих лет. Флеминг назвал фамилию, которая была мне хорошо известна. Орнальдо! Ещё бы: Орнальдо был известный гипнотизёр, много выступавший в 1920-е годы в московских цирках, да и не только московских. Массовый гипноз — специальность Орнальдо. Есть фотографии его знаменитых гастролей. Иллюстрации в книжках по гипнозу. Орнальдо — это псевдоним, конечно. Настоящее имя его Смирнов Н. А. Это — московский врач. Афиши вокруг всей вертушки — тогда афиши расклеивались на круглых тумбах, — фотографии. У Свищева-Паоло фотография была тогда в Столешниковом переулке. В витрине висела огромная фотография человеческих глаз и подпись „Глаза Орнальдо“. Я помню эти глаза до сих пор, помню то душевное смятение, в которое приходил я, когда слышал или видел цирковые выступления Орнальдо. Гипнотизёр выступал до конца 1920-х годов. Есть бакинские фотографии выступлений Орнальдо 1929 года. Потом он перестал выступать. — С начала 1930-х годов Орнальдо — на секретной работе в НКВД. Холодок разгаданной тайны пробежал у меня по спине»[4] — Варлам Шаламов, «Букинист», 1956.